# Silver Lake (Kansas)
Silver Lake és una població dels Estats Units a l'estat de Kansas. Segons el cens del 2000 tenia 1.358 habitants.

## Demografia
Segons el cens del 2000, Silver Lake tenia 1.358 habitants, 538 habitatges, i 394 famílies. La densitat de població era de 953,3 habitants/km².
Dels 538 habitatges en un 35,3% hi vivien nens de menys de 18 anys, en un 59,3% hi vivien parelles casades, en un 9,7% dones solteres, i en un 26,6% no eren unitats familiars. En el 24,3% dels habitatges hi vivien persones soles el 7,2% de les quals corresponia a persones de 65 anys o més que vivien soles. El nombre mitjà de persones vivint en cada habitatge era de 2,52 i el nombre mitjà de persones que vivien en cada família era de 2,98.
Per edats la població es repartia de la següent manera: un 28,4% tenia menys de 18 anys, un 7,8% entre 18 i 24, un 27,2% entre 25 i 44, un 25,8% de 45 a 60 i un 10,8% 65 anys o més.
L'edat mediana era de 37 anys. Per cada 100 dones de 18 o més anys hi havia 96,6 homes.
La renda mediana per habitatge era de 52.788 $ i la renda mediana per família de 59.875 $. Els homes tenien una renda mediana de 40.847 $ mentre que les dones 28.438 $. La renda per capita de la població era de 20.290 $. Entorn del 2,2% de les famílies i el 4,2% de la població estaven per davall del llindar de pobresa.

## Poblacions més properes
El següent diagrama mostra les poblacions més properes.